# HNRNPA0
HNRNPA0‏ (Heterogeneous nuclear ribonucleoprotein A0) هوَ بروتين يُشَفر بواسطة جين HNRNPA0 في الإنسان.